# França nos Jogos Olímpicos de Verão de 1924
A França participou dos Jogos Olímpicos de Verão de 1924, em Paris. Foi a segunda vez que o país sediou as Olimpíadas.